# Parafia św. Rocha w Mniszewie
Parafia św. Rocha w Mniszewie – jedna z 8 parafii rzymskokatolickich dekanatu głowaczowskiego diecezji radomskiej. Erygowana w 1413 roku.

## Historia

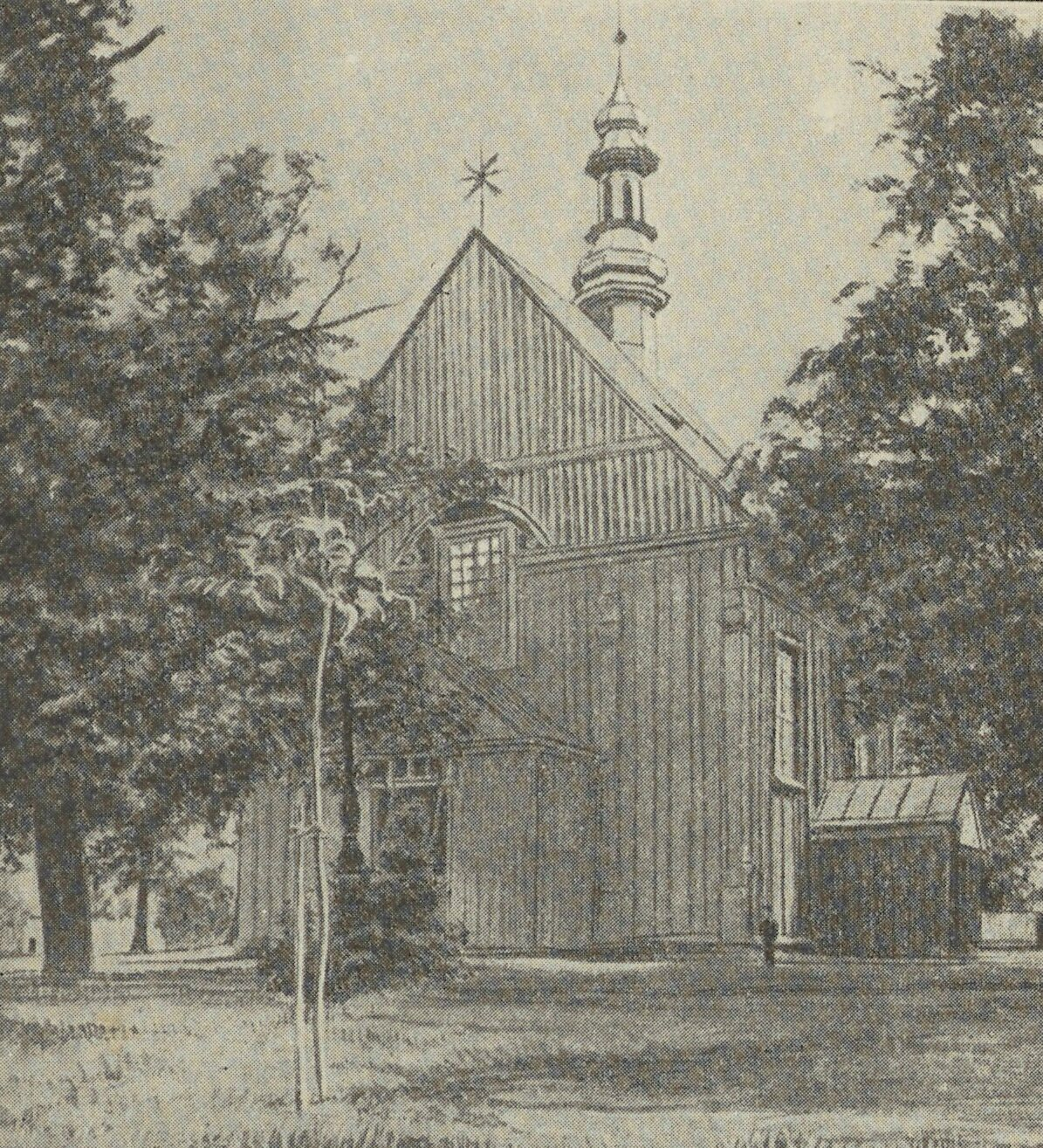
Kościół przed 1913

Janusz, książę mazowiecki, za zasługi rycerza Ścibora, dziedzica Mniszewa, nadał tej wiosce w 1382, prawo chełmińskie. Tradycja miejska przetrwała jeszcze do XVIII w. Parafia powstała tu w XIV w. Kościół murowany pw. św. Andrzeja Apostoła, z fundacji Adama Lubicz Mniszewskiego, kasztelana liwskiego i czerskiego, istniał w innym miejscu w XVI w. i został zatopiony katastrofalnym wylewem Wisły w 1767. Kolejny modrzewiowy kościół pw. św. Rocha z 1768, fundacji księcia Franciszka Ferdynanda Lubomirskiego miecznika i chorążego wielkiego koronnego, był poświęcony przez ks. Mireckiego, dziekana z Grójca. Ten z kolei zniszczyli Niemcy, Austriacy i Węgrzy w 1914. Po wojnie został odnowiony, ale spłonął w 1944. Po II wojnie światowej wzniesiono prowizoryczną kaplicę. Kościół nowy pw. św. Józefa Oblubieńca NMP na skraju Mniszewa według projektu arch. Tadeusza Derlatki i konstr. Witolda Owczarka zbudowany w został 1980–1990 staraniem ks. Stanisława Mnicha. Poświęcił go w 1991 bp. Edward Materski. Konsekracji świątyni dokonał bp. Henryk Tomasik 4 października 2015. Jest to kościół zbudowany z żelbetu, wypełniony cegłą czerwoną i siporeksem.

## Proboszczowie
- 1934–1945 – ks. Karol Gozdalski
- 1945–1954 – ks. Jan Szczepanowski
- 1954–1959 – ks. Jan Oktobrowicz
- 1959–1978 – ks. Stanisław Popis
- 1978–1990 – ks. Stanisław Mnich
- 1990–1993 – ks. Stefan Roguś
- 1993–1994 – ks. Jerzy Kałuża
- 1994–1994 – ks. Jan Kieczyński
- 1994 – nadal – ks. kan. Czesław Niewczas

## Terytorium
- Do parafii należą: Chmielew Dolny Chmielew Górny, Gruszczyn, Kępa Skórecka, Mniszew, Rękowice[1].